# Chaîne plissée d'avant-pays

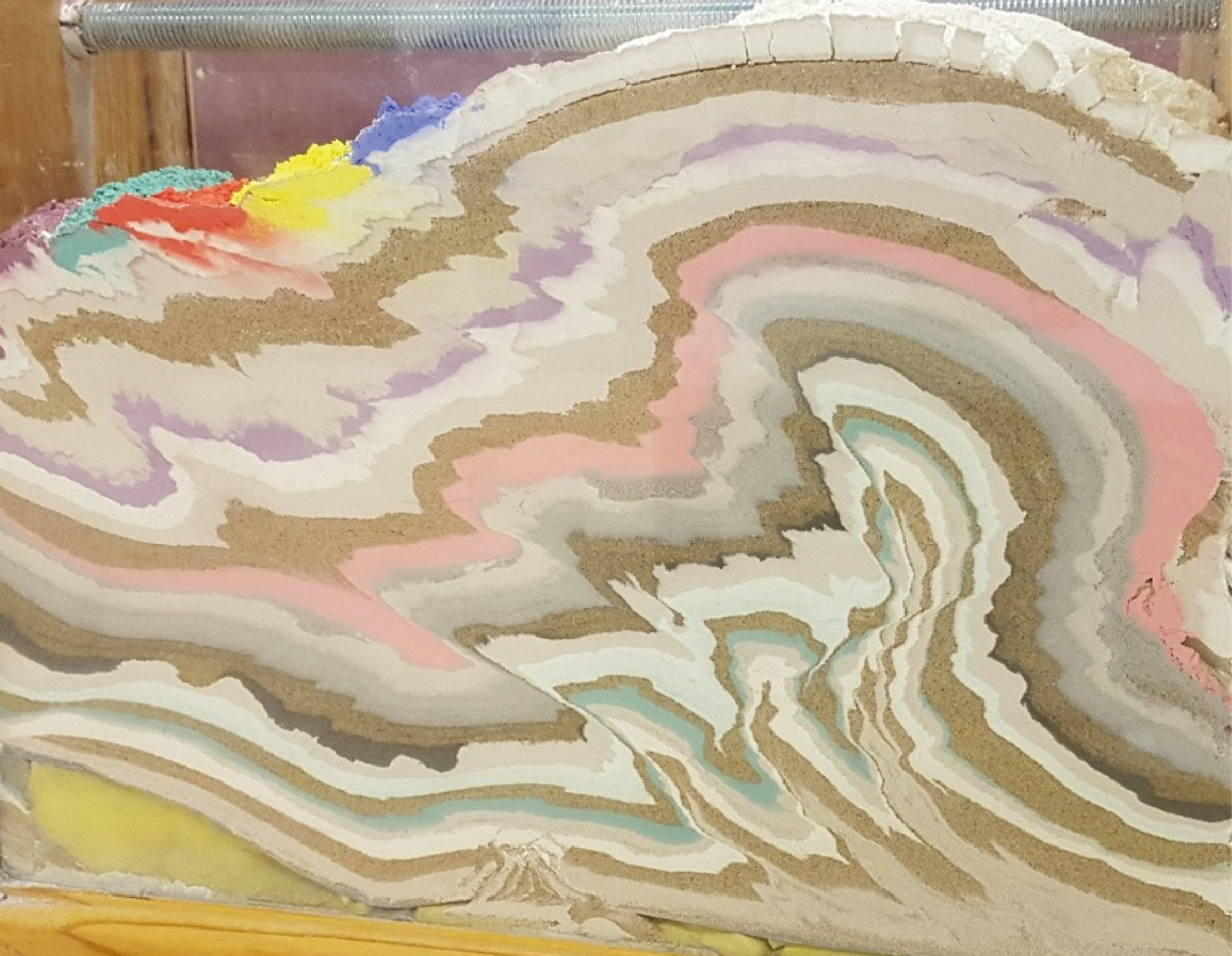
Modélisation d'une chaîne plissée d'avant-pays dans un bac à sable.

Une chaîne plissée d'avant-pays est une série de contreforts montagneux, adjacents à une ceinture orogénique et se formant dans les domaines soumis à une tectonique compressive (en). Ces chaînes se forment dans les avant-pays des chaînes de montagnes. Au niveau des zones de collisions, la déformation se propage vers l'extérieur de la chaîne de montagnes en générant des zones de plis et des chevauchements, généralement interdépendants.

## Description
A la fin du XIXe siècle, Bailey Willis publie un article portant sur l'étude de la chaîne des Appalaches et élabore la première classification des chevauchements (thrust faults). Il y distingue :
- les chevauchements cisaillants (Fig. A, shear-thrust), failles tardives recoupant des structures plus anciennes ;
- les chevauchements recoupants (Fig. B, break-thrust) se formant après plissement ;
- les chevauchements d’érosion (Fig. C, erosion-thrust), se formant à la suite de l’érosion d’un anticlinal et parallèles à une couche résistante, la partie chevauchante se trouvant guidée vers la surface ;
- les chevauchements d’étirement (Fig. D, stretch-thrust) résultant de l’étirement du flanc inverse d’un pli.

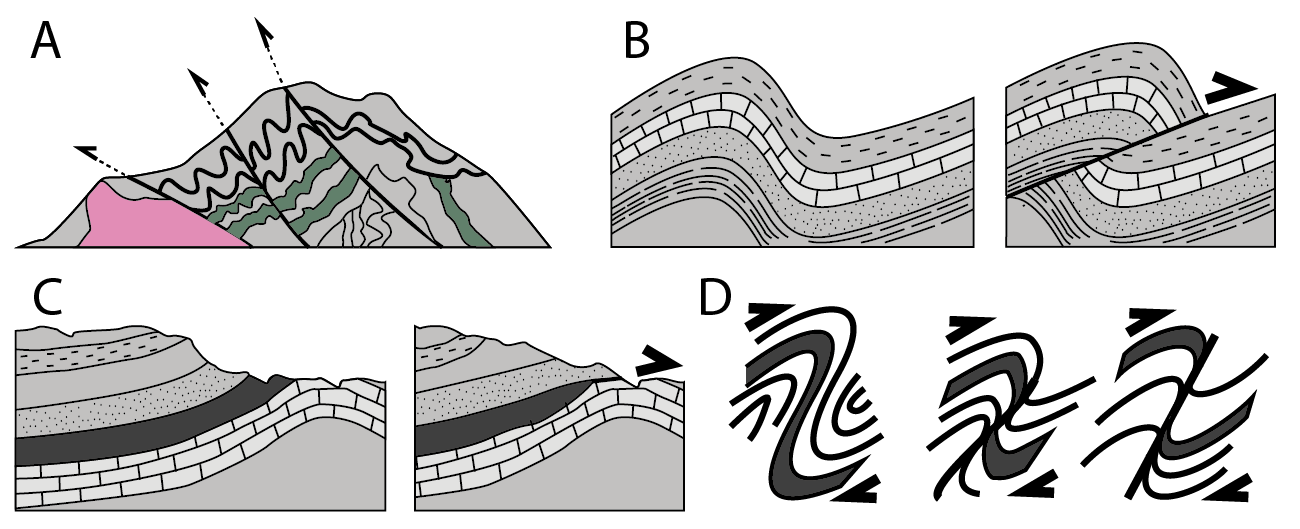
Types de ceintures de chevauchements.